# Rhabdoblatta erubescens
Rhabdoblatta erubescens är en kackerlacksart som först beskrevs av Gerstaecker 1883.  Rhabdoblatta erubescens ingår i släktet Rhabdoblatta och familjen jättekackerlackor. Inga underarter finns listade i Catalogue of Life.